# Changwon
Changwon és la capital de la província de Gyeongsangnam-do de Corea del Sud. La ciutat està situada aproximadament a 40 km a l'est de Busan i té una població aproximada de 550.000 habitants.
És l'única ciutat de Corea projectada per ser el que és avui en dia. Va ser escollida el 1974 per ser seu d'un complex industrial i residencial, així com a futura capital de la província, i en aquest sentit ha crescut des de llavors.
A diferència de la majoria de les ciutats coreanes que són simples aglomeracions urbanes, Changwon té molts parcs i zones verdes que donen un caràcter ben diferent.
La ciutat té dos grans centres comercials, Lotte i Daedong, també EMart i Tesco Homeplus. Té també 20 sales de cinema distribuïdes en tres cinemes recentment construïts a l'estil occidental: Lotte, CGV i Megaline.
Potser l'enclavament turístic més conegut és la Reserva de Junam, l'aiguamoll més gran de Corea i lloc de migració d'un nombre molt important d'aus. Durant la temporada d'hivern, en el moment més àlgid, es poden veure diàriament una mitjana de 30-40.000 aus.
Changwon és un pol industrial que compta entre altres amb empreses de la talla de Samsung, GM-Daewoo i LG Electronics.